# الرهبنة الكبوشية
الرهبنة الكَبّوشية هي رهبنة كاثوليكية نشأت عام 1525 بوصفها حركةً إصلاحية ضمن نطاق الرهبنة الفرنسيسكانية، حيث استقلت عنها نهائياً عام 1619.

## طالع أيضًا
- كبوشة